# Курлово (Кировская область)
Курлово — деревня в Малмыжском районе Кировской области. Входит в состав Каксинвайского сельского поселения. Расположена на реке Малая Шабанка в 20 км от реки Вятка.

## Население
По данным переписи населения 2010 году в деревне Курлово проживают 25 человек.